# Oreoleptis torrenticola
Oreoleptis torrenticola (лат.) — вид двукрылых, единственный представитель семейства Oreoleptidae.

## Описание
Мухи тускло-серой окраски длиной 5,6-6,8 мм. Самки крупнее самцов. Первый членик усиков (скапус) короче второго (педицела), оба членика покрыты щетинками. Палочка усиков расположена на вершине. Глаза почти голые, с рассеянными волосках. У самцов глаза соприкасаются, в верхней 2/3 глаза фасетки увеличены. Среднеспинка и щиток покрыты длинными полустоячими щетинками. Имеется подщиток. Ячейка r1 на крыльях открытая. Тазики передних ног в полтора раза длиннее тазиков средних и задних ног. Бёдра передних и задних ног утолщены. Передние бёдра самые короткие, задние самые длинные. На передней поверхность тазиков задних ног имеется блестящий бугорок.
У личинок на 2-7 сегментах брюшка по четыре ложноножки и крючки на них длиннее, чем у личинок атерицид.

## Экология
Личинки развиваются в реках и ручьях с быстрым течением. Также обнаружены в грунтовых водах колодцев на глубине до 10 м. Питаются личинками подёнок.

## Распространение
Встречается на севере Скалистых и Каскадных гор на территории США и Канаде.